# Солана (блокчејн платформа)
Солана (SOL) (енгл. Solana) је криптовалута и блокчејн платформа која користи механизам доказа о улозима (енгл. proof-of-stake) да обезбеди функционалност паметног уговора. Матична криптовалута Солане носи ознаку SOL. 

## Бела књига
Према својој белој књизи (https://solana.com/solana-whitepaper.pdf), Солана ради на моделу доказа о улозима. Њујорк Тајмс и Фајненшел Тајмс описали су Солану као алтернативу Итиријуму. 

## Историја
Солана је покренута у марту 2020. од стране Солана Лабс, коју су основали Анатолиј Јаковенко (рус. Анатолий Яковенко) и Раџ Гокал (енгл. Raj Gokal) 2018. године. Соланин први блок је направљен 16. марта 2020. и дизајниран је да подржава паметне уговоре и децентрализоване апликације.
У јуну 2021. године, Солана Лабс је продала своју матичну криптовалуту СОЛ у вредности од 314 милиона долара групи фондова коју су предводили Андрисен Хоровиц и Поличејн Капитал.
Против Солане је 1. јула 2022. године поднета групна тужба због наводене продаје нерегистрованих токена хартија од вредности у облику Солане од 24. марта 2020. Тужба је навела да је Солана намерно обманула инвеститоре у вези са укупном опскрбом СОЛ токена у оптицају. Према тужби, Анатолиј Јаковенко, оснивач Солана Лабс, у тајности је позајмио маркет мејкеру више од 11,3 милиона токена у априлу 2020. У тужби се тврдило да је Солана навела да ће смањити снабдевање за овај износ, али је то учинила за само 3,3 милиона токена.
3. августа 2022. укупно 9.231 Солана новчаника је хаковано, а четири адресе Солана новчаника су украле приближно 8 милиона долара од својих жртава. Фондација Солана је саопштила да је хакирање проузроковао софтвер за дигитални новчаник компаније Слоуп Фајнанс (енгл. Slope Finance).
У априлу 2023. Солана Мобајл (енгл. Solana Mobile), подружница Солана Лабс, почела је да продаје Солана Сага, паметни Андроид телефон са неколико унапред инсталираних децентрализованих апликација заснованих на Солани.
У јуну 2023. СЕЦ је тужио Коинбејс (енгл. Coinbase), наводећи да су Солана и дванаест других криптовалута које нуди платформа пале на Хауи тесту (енгл. Howey Test), да би се квалификовале као хартије од вредности. Тужба наводи да је Коинбејс незаконито избегао захтеве за транспарентност тако што је понудио ове токене. СЕЦ је у марту 2023. издао Велсово упозорење (енгл. Wells notice) Коинбејсу.  Солана је негирала да се токен може сматрати хартијом од вредности.
У септембру 2023, Виза је објавила да је, заједно са процесорима плаћања Ворлдпеј (енгл. Worldpay, Inc.) и Нувеи (енгл. Nuvei), додала подршку за Солана блокчејн за слање плаћања трговцима помоћу стабилне валуте УСД Коин (USDC), а не декретним новцем (енгл. fiat currency) путем банковне дознаке (енгл. bank wire).
Развој овог блокчејна је доживео неколико већих застоја. Солана је била хакована. Била је покренута групна тужба у којој се наводи да Солана продаје нерегистроване хартије од вредности како би довела инвеститоре у заблуду о броју токена. Америчка СЕЦ (Државна агенција за регулисање хартија од вредности; енгл. U.S. Securities and Exchange Commission) је такође поднела тужбу  наводећи да Солана треба да буде регулисана као хартија од вредности.

### Тржишна вредност
Вредност Солана токена је доста флуктуирала од свог зачетка. Тржишна капитализација Солана блокчејна је премашила 63 милијарде долара у септембру 2021. и достигла 74 милијарде долара почетком новембра 2021. године, те је порасла за скоро 12.000% те године на цену од 259,96 долара. Популарност блокчејна у то време делимично је последица интересовања за НФТ.
У новембру 2022. цена Солане је пала за 40 одсто у једном дану након банкрота Еф-Ти-Екс (енгл. FTX Trading Ltd), под вођством Семјуела Бенкман Фрида (енгл. Samuel Bankman-Fried). Банкрот је уследио након распродаје Аламеда Рисерч (енгл. Alameda Research) коју је такође водио Бенкман Фрид. Солана је у то време била Аламедин други највећи холдинг  а Еф-Ти-Екс је држао 982 милиона долара у токенима Солане. До краја 2022. Солана је изгубила више од 50 милијарди долара у вредности. Од почетка 2023. до 15. марта тржиште криптовалута је ојачало па је и Соланина тржишна капитализација порасла на око 7 милијарди долара. Солана је 11. јуна 2023. пала за скоро 30% у једном дану након што је СЕЦ објавила да ће изнети на суду оптужбу да Солана функционише као хартија од вредности, што је довело до тога да велике берзе ликвидирају своје власништво СОЛ-а, укључујући Робинхуд берзу (енгл. Robinhood Markets, Inc.) која је уклонила СОЛ и друге токене које је СЕЦ навела у својој тужби. 

### Прекиди у раду
Солана блокчејн је доживео неколико значајних прекида рада.
14. септембра 2021. Солана блокчејн је отишао ван мреже након што је талас трансакција довео до тога да се мрежа рачва (енгл. fork), а различити валидатори су имали различите погледе на стање мреже. Мрежа се вратила у функцију следећег дана, 15. септембра 2021. Прекид је трајао око 17 сати.
Солана блокчејн је поново био искључен са мреже 1. маја 2022., а прекид је трајао отприлике седам сати јер су га ботови избацили са мреже. Блокчејн је поново изашао ван мреже 31. маја 2022. због грешке у начину на који блокчејн обрађује ванмрежне трансакције. Овај прекид трајао је око четири и по сата.  
1. октобра 2022. Соланина мрежа је пала на 6 сати због грешке консензуса у клијенту валидатора која је омогућила погрешно конфигурисаном чвору да објави више важећих, али различитих блокова.
Соланини прекиди често су доводили до пада вредности матичног СОЛ токена. 